# Brändåstjärnen (Tännäs socken, Härjedalen, 691355-134481)
Brändåstjärnen är en sjö i Härjedalens kommun i Härjedalen och ingår i Ljusnans huvudavrinningsområde. Sjön har en area på 0,163 kvadratkilometer och ligger 748,1 meter över havet. Sjön avvattnas av vattendraget Rånden.

## Delavrinningsområde
Brändåstjärnen ingår i det delavrinningsområde (691583-134359) som SMHI kallar för Utloppet av Brändåstjärnen. Medelhöjden är 795 meter över havet och ytan är 13,57 kvadratkilometer. Det finns inga avrinningsområden uppströms utan avrinningsområdet är högsta punkten. Rånden som avvattnar avrinningsområdet har biflödesordning 2, vilket innebär att vattnet flödar genom totalt 2 vattendrag innan det når havet efter 354 kilometer. Avrinningsområdet består mestadels av skog (89 procent). Avrinningsområdet har 0,28 kvadratkilometer vattenytor vilket ger det en sjöprocent på 2 procent.